# Вторжение на Гваделупу (1810)
Британское вторжение на Гваделупу — британская десантная операция эпохи наполеоновских войн, которая была проведена между 28 января и 6 февраля 1810 года, и целью которой был захват карибского острова Гваделупа. Остров был последней оставшейся французской колонией в обоих Америках после революции на Гаити, продажи Луизианы и систематического захвата других колоний британскими войсками. Во время наполеоновских войн французские колонии предоставляли укреплённые гавани каперам, которые действовали на многочисленных британских торговых маршрутах в Карибском бассейне, а затем возвращались в порты до того, как британские военные корабли успевали перехватить их. В ответ англичане установили блокаду принадлежавших Франции островов, и захватывали любое судно, которое пыталось войти в порт или его покинуть. Нарушая торговлю и связь колоний с метрополией, британские блокадные эскадры подорвали экономику и моральный дух французских колоний. С другой стороны, с точки зрения французских историков, англичане изначально были нацелены на захват французских колоний в Вест-Индии, тогда как использование каперов было для французских колониальных губернаторов вынужденной мерой, вызванной недостатком военных судов и необходимостью реагировать на блокаду.
Несмотря на неоднократные усилия, французский флот не смог в достаточной степени укрепить и пополнить запасы гарнизона Гваделупы, поскольку многие французские корабли были перехвачены. Тем временем британцы перешли к прямому захвату принадлежавших Франции островов, таких, как Мартиника, пока Гваделупа не осталась последней французской колонией. Британская военная экспедиция высадилась на остров 28 января 1810 года и обнаружила, что большая часть местного ополчения разбежалась. Двигаясь с двух пляжей на противоположных сторонах острова, где они высадились, британцы смогли быстро продвинуться вглубь территории. Только добравшись до столицы острова, экспедиция столкнулась с сильным сопротивлением, но в битве, которая длилась большую часть дня 3 февраля, французы были побеждены и отступили. Генерал-капитан острова, Жан Огюстен Эрнуф, на следующий день начал переговоры о капитуляции и в итоге сдался вместе с войсками в английский плен.

## Контекст

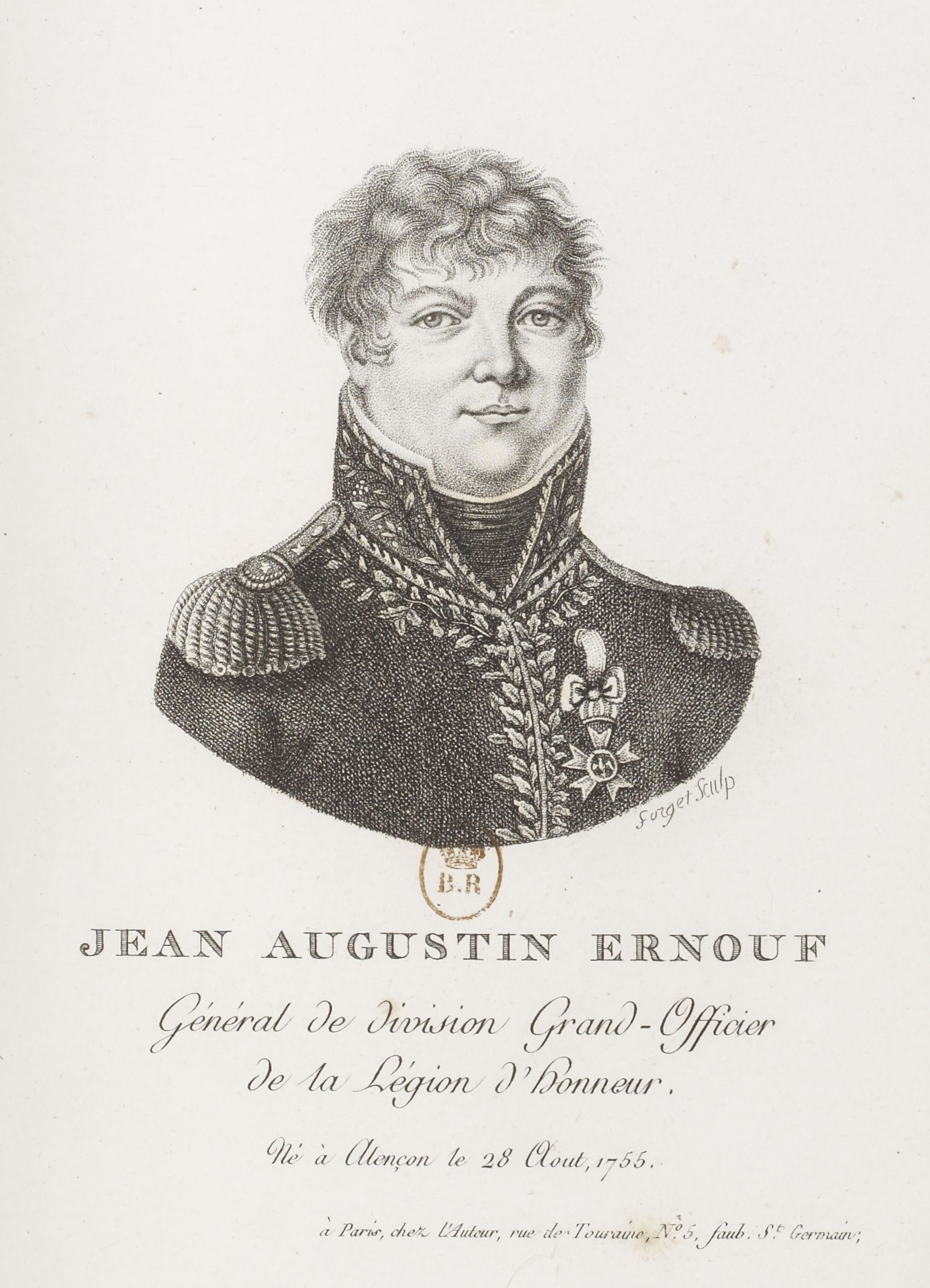
Генерал Эрнуф.

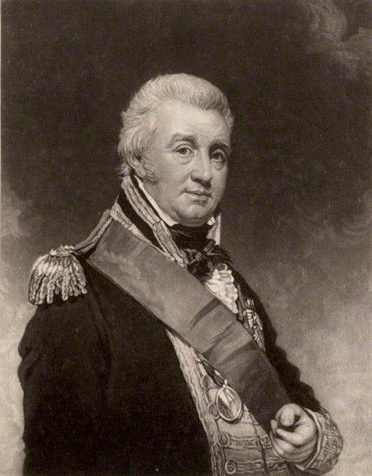
Адмирал Кокрейн.

Зимой 1808 года британские корабли и войска со всего Карибского бассейна начали собирать на острове Барбадос под командованием вице-адмирала сэра Александра Кокрейна (флот) и генерал-лейтенанта Джорджа Беквита (войска, предназначенные для высадки десантов). Их намерением было вторгнуться на Мартинику, остров плантаций, «Сахарницу Франции», в начале 1809 года. Меньшая часть войск была отправлена в Кайенну, «Сухую гильотину», место политической ссылки, которая была захвачена уже в начале января 1809 года. В конце января началось вторжение в Мартинику, и, несмотря на сопротивление в центральной, гористой части острова, он был захвачен англичанами за 25 дней. Затем Кокрейн разделил свои корабли, и отправил часть из них, чтобы помочь испанцам в осаде Сан-Доминго, сохраняя при этом достаточно сил для блокады Подветренных островов.
В апреле 1809 года сильная французская эскадра из трех линейных кораблей и двух фрегатов прибыла к острову Ле-Сент, к югу от Гваделупы. Там они были блокированы англичанами до 14 апреля, когда британские войска под командованием майора Фредерика Мейтленда высадились и захватили остров. Французской эскадре, однако, удалось уйти под покровом ночи, после чего французские линейные корабли разделились. Один из них позже был захвачен англичанами вблизи южного побережья Пуэрто-Рико, в то время как два других вернулись во Францию. Два французских фрегата, отделившиеся от линейных кораблей, оказались заперты в Басс-Терре. В июне фрегаты попытались вернуться во Францию. Только одному из них удалось избежать встречи с блокадной эскадрой, но и он был захвачен в Северной Атлантике другими британскими кораблями лишь месяц спустя.
Последующие попытки Франции поддержать свою колонию на Гваделупе были незначительными, большинство отправленных бригов были захвачены, не дойдя до острова. Единственная существенная попытка французских кораблей пробиться к Гваделупе состоялась в ноябре 1809 года, и сначала была достаточно успешной, поскольку 13 декабря 1809 года французским кораблям удалось уничтожить британский фрегат «HMS Junon». Однако в конечном счете и эта попытка была неудачной, поскольку два французских вооружённых торговых корабля, «Луара» и «Сена» были уничтожены 18 декабря в бою с английской эскадрой вблизи южного побережья Гваделупы.
В течение осени и зимы британские войска были снова собраны со всего Карибского моря, на этот раз в Форт-Роял, Мартиника, для подготовки вторжения на Гваделупу.

## Силы сторон
Генерал Беквит собрал 6700 человек из множества гарнизонов, поэтому его солдаты принадлежали к самым разным пехотным полкам британской армии, каждый из которых был представлен небольшой командой. Кроме этого, у Беквита имелось 300 гарнизонных артиллеристов и отряды местного ополчения. Эти войска были разделены на две части: 3700 человек во главе с самим Беквитом и генерал-майором Томасом Хислопом должны были быть развернуты в Ле-Госьере на южном берегу острова. Второе подразделение, 2450 человек под командованием бригадного генерала Джорджа Харкорта, изначально должно было ждать на острове Ле-Сент, чтобы присоединиться к атаке позже, произведя высадку в другом месте. Небольшой резерв под командованием бригадного генерала Чарльза Уэйла следовал за основными силами, чтобы обеспечить поддержку, если потребуется. Поскольку у французов не было на Гваделупе значительных военно-морских сил, вклад Королевского флота был намного меньше, чем потребовалось для вторжения на Мартинику за год до этого. Тем не менее, военные корабли Кокрейна сопровождали обе части десантных сил. Он также направил часть моряков с кораблей для участия в наземной кампании.
Французские защитники острова были ослаблены годами изоляции и недостатком продовольствия. Хотя имеющиеся французские войска насчитывали от 3 000 до 4 000 человек, на острове имела места эпидемия жёлтой лихорадки, и значительная часть гарнизона, главным образом состоявшего из солдат и офицеров 66-го полка линейной пехоты и местных ополченцев, была непригодна для выполнения боевых задач. За исключением столицы острова, где собственно и находился 66-й полк, остальная часть острова оборонялась ополчением из местных жителей, чей моральный дух был весьма низок. Французским губернатором (генерал-капитаном) острова был опытный дивизионный генерал Жан Огюстен Эрнуф, в прошлом, однако, занимавший не столько боевые, сколько штабные должности.

## Вторжение
После непродолжительного периода сбора войск, Кокрейн и Беквит отплыли на Гваделупу 27 января 1810 года, где высадили десант в двух различных местах. Британские силы не встретили серьёзного сопротивления — местные жители при приближении войск в красных мундирах покидали свои дома, а ополченцы — заготовленные укрепления. 30 января Эрнуф возглавил оборону той части острова, которая находилась под контролем регулярной французской пехоты. Однако люди генерала Харкорта вышли на берег к северу от Бас-Терра, обойдя самые сильные французские позиции в Труа-Ривьере и вынудив их покинуть сам Бас-Тер.
Эрнуф попытался организовать ответную атаку, однако она потерпела неудачу. На этом сопротивление французов закончилось, и губернатор острова согласился на капитуляцию.

## Потери и результаты
У британцев в ходе операции было 52 убитых и 250 раненых, причем семь человек пропали без вести. Потери Франции были более тяжелыми, в районе 500—600 человек. 3500 солдат и ополченцев были захвачены в плен вместе с их офицерами, пушками и Орлом 66-го полка, причем это был первый французский орёл, захваченный англичанами в ходе Наполеоновских войн. Пленные были отправлены на кораблях в Англию, где пробыли до 1814 года, тогда как их командующий был возвращён во Францию, где предстал перед военным судом, который впрочем не мог найти в его действиях конкретных нарушений, и длился так долго, что Первая империя пала, и Эрнуф был реабилитирован королём.
К 22 февраля близлежащие голландские (Голландия в тот момент являлась союзником Франции) колонии Синт-Маартен, Синт-Эстатиус и Саба сдались без боя, убеждённые грозным видом кораблей флота адмирала Кокрейна. За эти успехи адмирал Кокрейн и генерал Хислоп были повышены в чине. Генерал Беквит оставался в Карибском бассейне, пока не ушел в отставку в 1814 году из-за плохого состояния здоровья. Все офицеры и солдаты — участники экспедиции были удостоены благодарности обеих палат парламента, а десять лет спустя полки и корабли, которые участвовали в высадке, были награждены почетной грамотой Гваделупы 1810 года. Спустя четыре десятилетия после операции, она была среди военных действий, за участие в которых выдавалась планка к Военно-морской медали, причем эта планка полагалась всем участникам событий, которые были ещё живы в 1847 году.
Гваделупа стала британской колонией, но лишь до 1814 года, после чего была возвращена Франции и является её владением до сих пор.